# باستر رامزي
باستر رامزي (بالإنجليزية: Buster Ramsey) هو لاعب كرة قدم أمريكية أمريكي، ولد في 16 مارس 1920 في تاونسيند في الولايات المتحدة، وتوفي في 16 سبتمبر 2007 في تشاتانوغا في الولايات المتحدة.

## وصلات خارجية
- باستر رامزي على موقع مرجع كرة القدم المحترفة.كوم (الإنجليزية)